# Vaux-Saules
Vaux-Saules is een gemeente in het Franse departement Côte-d'Or (regio Bourgogne-Franche-Comté) en telt 140 inwoners (2004). De plaats maakt deel uit van het arrondissement Dijon.

## Geografie
De oppervlakte van Vaux-Saules bedraagt 27,8 km², de bevolkingsdichtheid is 5,0 inwoners per km².
De onderstaande kaart toont de ligging van Vaux-Saules met de belangrijkste infrastructuur en aangrenzende gemeenten.

## Demografie
Onderstaande figuur toont het verloop van het inwonertal (bron: INSEE-tellingen).